# Heinrich Eduard von Pape
Heinrich Eduard von Pape, född 13 september 1816 i Brilon i Westfalen, död 10 september 1888 i Berlin, var en tysk jurist.
Pape inträdde 1840 i preussisk domstolstjänst och beklädde sedermera däri åtskilliga ämbeten (kretsdomare i Stettin, ledamot av appellationsdomstolen i Königsberg, föredragande i preussiska justitieministeriet). 
Pape blev 1861 juris hedersdoktor i Breslau, var 1870–79 president i Nordtyska förbundets, efter 1871 Tyska rikets handelsöverrätt i Leipzig och blev 1884 medlem av preussiska statsrådet. I flera av de kommissioner, som under Tyska rikets första årtionden hade att förbereda dess betydande, enhetsverket fullbordande kodifikationer, intog Pape en framstående plats, framför allt som ordförande (från 1874 till sin död) i kommissionen för utarbetande av en gemensam civillag (Bürgerliches Gesetzbuch) för riket.